# Hyophila elliptica
Hyophila elliptica là một loài rêu trong họ Pottiaceae. Loài này được Baumgartner & J. Froehl. mô tả khoa học đầu tiên năm 1955.